# Hermann Presber
Hermann Philipp Leonhard Presber (* 9. Dezember 1830 in Rüdesheim am Rhein; † 3. März 1884 in Frankfurt am Main) war ein deutscher Schriftsteller und Lehrer.

## Leben
Presber war Sohn eines Weingutbesitzers. Er besuchte zunächst das Gymnasium an der Stadtmauer in Kreuznach, anschließend die Schule in Wiesbaden. Danach ging er zum Studium der Literatur, Geschichte und Ästhetik an die Universität Heidelberg. An dieser verblieb er, bis er 1851 einen längeren Aufenthalt in Paris folgen ließ. Zum weiteren Studium ging er an die Universität Tübingen. 1852 erfolgte schließlich seine Promotion zum Dr. phil.
Presber erhielt 1853 eine Stelle als Lehrer für Geschichte und Literatur am privat geleiteten Lyceum Rost am Großen Hirschgraben in Frankfurt am Main. Dort blieb er bis zu seinem Tod. In dieser Zeit wurde er auch schriftstellerisch aktiv. Er soll einen sehr liebenswürdigen Charakter gehabt haben, den auch sein Sohn Rudolf Presber im Roman Mein Bruder Benjamin von 1919 beschrieb. Dieser liebenswürdige Charakter und sein Humor prägten seine Werke.
Presber war begeisterter Demokrat und Patriot seiner Zeit. Er gehörte 1859 zu den Gründern des Deutschen Nationalvereins. Außerdem wurde er 1859 Vorstandsmitglied der Deutschen Schillerstiftung. Daneben war er Leiter der Bibliothek des Bürgervereins sowie Mitglied des Aufsichtsrats der Neuen Theater-Actiengesellschaft und des Allgemeinen Deutschen Schriftsteller-Verbandes. Auch war er zeitweise Mitglied des Gesetzgebender Körpers der Freien Stadt Frankfurt.

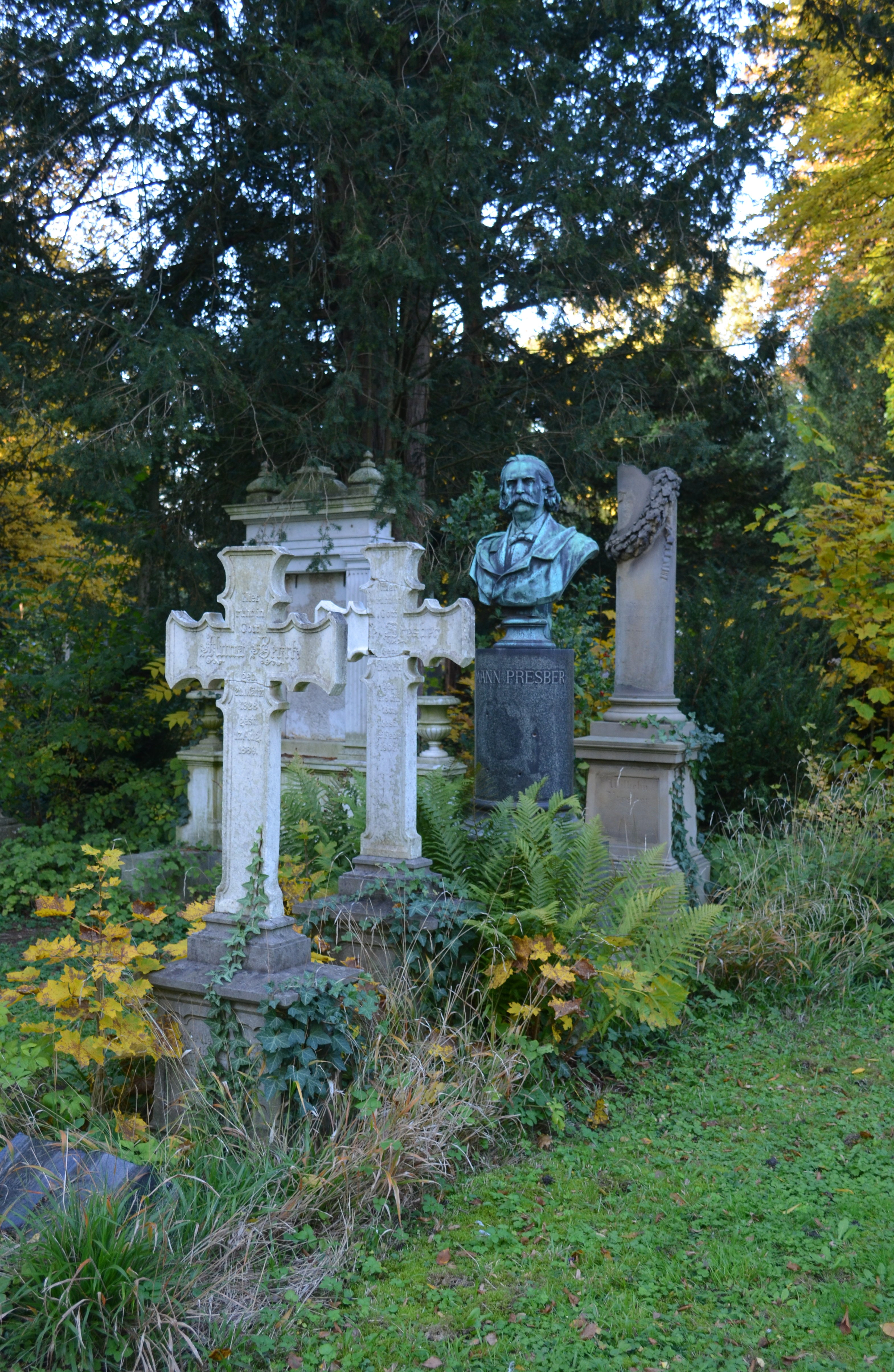
Grabstätte auf dem Hauptfriedhof, Gewann G an der Mauer 534a

Hermann Presber wurde auf dem Frankfurter Hauptfriedhof beigesetzt. Für sein Grab schuf Friedrich Schierholz eine Porträtbüste.

## Werke (Auswahl)
- Ideal und Kritik, Meidinger, Frankfurt am Main 1856.
- Wolkenkukuksheim: humoristisches Genrebild, Meidinger, Frankfurt am Main 1859.
- Ein Anempfinder: Novelle, Thomas, Leipzig 1862.
- Rudolf: Novelle, Thomas, Leipzig 1879.